# 本克特山
本克特山（英語：Mount Benkert），是南極洲的山峰，位於帕爾默地，處於桑頓山東南面15公里，屬於斯諾冰原島峰的一部分，由美國研究隊發現和拍攝照片，現時由南極條約體系管理。